# Dominique Heintz
Dominique Heintz, född 15 augusti 1993, är en tysk fotbollsspelare som spelar för 1. FC Köln.

## Klubbkarriär

### 1. FC Kaiserslautern
Heintz började spela fotboll i SV Herta Kirrweiler och gick därefter till 1. FC Kaiserslautern 2001. Den 17 september 2011 debuterade han för andralaget i en 0–3-förlust mot SC Verl. Fyra dagar senare skrev Heintz på sitt första professionella kontrakt, ett kontrakt fram till den 30 juni 2015. Inledningsvis spelade han främst i reserv- och U19-laget.
I den sista omgången av Bundesliga 2011/2012 gjorde Heintz sin proffsdebut då han blev inbytt i den 77:e minuten mot Ariel Borysiuk i en 1–2-förlust mot Hannover 96. Det blev ingen lyckad säsong för Kaiserslautern som blev nedflyttade till 2. Bundesliga. Med start från säsongen 2012/2013 blev han en regelbunden spelare i A-laget. Kaiserslautern slutade på tredje plats och nådde kvalplats, men förlorade med 1–3 i uppflyttningskvalet mot 1899 Hoffenheim.

### 1. FC Köln
Inför säsongen 2015/2016 värvades Heintz av Bundesliga-klubben 1. FC Köln, där han skrev på ett fyraårskontrakt. Heintz gjorde sitt första mål den 12 september 2015 i en match mot Eintracht Frankfurt. I februari 2016 förlängde han sitt kontrakt i Köln fram till 2021. Säsongen 2017/2018 slutade Köln på sista plats i Bundesliga och blev nedflyttade till 2. Bundesliga.

### SC Freiburg
Inför säsongen 2018/2019 värvades Heintz av SC Freiburg. Han tog omedelbart en plats i laget försvarslinje och missade inte en enda ligamatch under sin första säsong.

### Union Berlin
Efter att endast gjort ett inhopp under första halvan av säsongen 2021/2022 värvades Heintz i december 2021 av Union Berlin. I augusti 2022 lånades han ut till VfL Bochum på ett säsongslån.

### Återkomst i Köln
Den 31 augusti 2023 blev Heintz klar för en återkomst i 1. FC Köln, där han skrev på ett ettårskontrakt. I mars 2024 förlängde Heintz sitt kontrakt med två år.

## Landslagskarriär
Heintz spelade för samtliga tyska ungdomslandslag mellan U18 och U21.